# Aleksander Kurowski

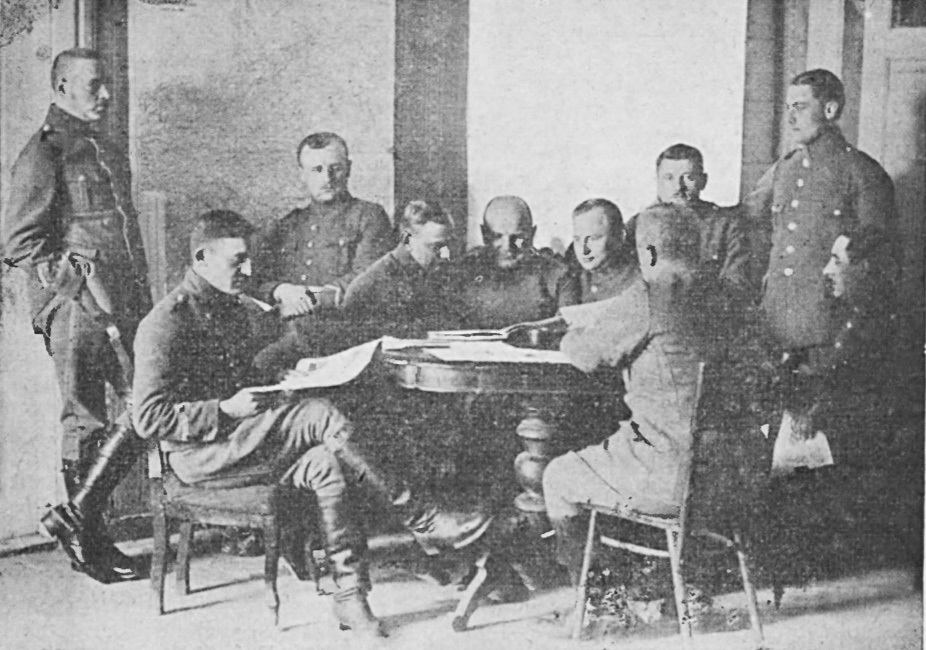
Sztab 58 pp Wlkp. nad Świsłoczą - por. Aleksander Kurowski 1. z lewej; 1920 r.

Aleksander Kurowski (ur. 11 lutego 1879 we Wrześni, zm. 23 czerwca 1958 w Poznaniu) – podporucznik Armii Cesarstwa Niemieckiego, uczestnik powstania wielkopolskiego, major Wojska Polskiego w II Rzeczypospolitej, kawaler Orderu Virtuti Militari.

## Życiorys
Urodził się w rodzinie Tomasza, mistrza szewskiego, i Antoniny z Rogowskich.
Egzamin dojrzałości złożył przed Komisją Egzaminacyjną przy Dowództwie Okręgu Generalnego w Poznaniu. Należał do Towarzystwa Gimnastycznego „Sokół”. 12 października 1899 został powołany do armii niemieckiej, po zwolnieniu z której pracował jako naczelnik biura notarialnego. Z początkiem lipca 1914 został ponownie powołany do armii niemieckiej i do połowy sierpnia 1917 walczył na froncie francuskim. 22 marca 1915 został mianowany podporucznikiem. Potem dowodził kompanią w garnizonie Jelenia Góra.
Uczestniczył w powstaniu wielkopolskim (od końca grudnia 1918 był członkiem oddziału ppor. Mieczysława Palucha), a następnie dowodził szkołą podoficerską przy 10 pułku strzelców Wielkopolskich. Od czerwca 1919 przebywał na Froncie Wielkopolskim, gdzie zajmował stanowiska adiutanta dowódcy 4 pułku strzelców Wielkopolskich i dowódcy I batalionu tegoż pułku. Potem w ramach Frontu Litewsko-Białoruskiego uczestniczył w wojnie polsko-bolszewickiej, pełniąc najpierw obowiązki dowódcy batalionu, a następnie dowódcy 4 pułku strzelców Wielkopolskich (wchodzącego w skład 14 Dywizji Piechoty). Za wybitne dowodzenie tą jednostką podczas ofensywy mińskiej został odznaczony Krzyżem Srebrnym Orderu Virtuti Militari. Od końca grudnia 1920 dowodził 58 pułkiem piechoty w jego pokojowym garnizonie. Na początku lat 20. XX w. przez krótki czas znajdował się poza czynną służbą wojskową. 
1 czerwca 1921 pełnił, już w randze kapitana, służbę w 58 pułku piechoty. 1 stycznia 1922 został mianowany majorem. 3 maja 1922 został zweryfikowany w stopniu majora ze starszeństwem z 1 czerwca 1919 i 515. lokatą w korpusie oficerów piechoty. W 1923 pełnił obowiązki dowódcy batalionu sztabowego 69 pułku piechoty. W roku następnym, jako nadetatowy oficer 69 pp, pełnił służbę w Oddziale Ogólnym Dowództwa Okręgu Korpusu Nr VII. W kolejnych latach szefował Oddziałowi IV DOK VII. W styczniu 1926 został przydzielony do Powiatowej Komendy Uzupełnień Gniezno na stanowisko pełniącego obowiązki komendanta. Z dniem 1 grudnia tego roku został przydzielony do PKU Poznań Powiat na stanowisko komendanta. Z dniem 1 sierpnia 1927 został mu udzielony dwumiesięczny urlop, a z dniem 30 września tego roku został przeniesiony w stan spoczynku. Mieszkał w Poznaniu.
W 1934 jako oficer stanu spoczynku pozostawał w ewidencji PKU Poznań Miasto. Posiadał przydział do Oficerskiej Kadry Okręgowej Nr VII. Był wówczas „przewidziany do użycia w czasie wojny”.
Po odejściu z wojska pracował w administracji. W czasie okupacji mieszkał w Plewiskach, Warszawie i Krakowie. Działał w Radzie Głównej Opiekuńczej. Do Poznania powrócił na początku listopada 1945 i do końca listopada 1947 pracował ponownie w administracji. Od grudnia 1947 pozostawał bez środków utrzymania. Zmarł w Poznaniu i spoczywa na tamtejszym cmentarzu Junikowo (pole: 23, miejsce: 9).
Aleksander Kurowski był żonaty z Leokadią Lewik, z którą miał czworo dzieci: Aleksandrę, Bożenę, Jerzego i Zbigniewa.

## Ordery i odznaczenia
- Krzyż Srebrny Orderu Virtuti Militari nr 147 – 13 kwietnia 1921[11]
- Krzyż Walecznych (czterokrotnie)[12][13]
- Medal Pamiątkowy za Wojnę 1918–1921[14]
- Medal Dziesięciolecia Odzyskanej Niepodległości[14]

12 czerwca 1935 i 4 kwietnia 1938 Komitet Krzyża i Medalu Niepodległości odrzucił wniosek o nadanie mu tego odznaczenia „z powodu braku pracy niepodległościowej”.